# Pizzi dei Vanni
Die Pizzi dei Vanni sind ein Berg mit Doppelgipfel im Schweizer Kanton Graubünden.
Die beiden Gipfel liegen in der Gemeinde Bregaglia auf der Grenze zwischen Italien und der Schweiz. Der Hauptgipfel erreicht eine Höhe von 2774 m ü. M., der Nebengipfel Pizzo dei Vanni Occidentale etwa 400 Meter westlich davon 2722 m ü. M.
Der Berg liegt zwischen den Übergängen Bocchetta della Tegiola (Teggiola) im Westen und Passo della Trubinasca im Osten.
Über die Bocchetta della Tegiola suchten in der Nacht vom 30. November auf den 1. Dezember 1944 mehrere hundert italienische Partisanen der 55ª Brigata Garibaldi «Fratelli Rosselli» Zuflucht in der Schweiz, wo sie interniert wurden.

## Fussnoten
1. ↑  Kurt Fischer: Die italienischen Partisanen, das Bergell und Samedan: Vor 70 Jahren flüchteten italienische Freiheitskämpfer nach Südbünden. In: Engadiner Post, 29. November 2014, S. 13.